# Pietro IV di Bulgaria
Pietro IV, noto anche come Teodoro Pietro o meno accuratamente, ma più comunemente Pietro II (in bulgaro Петър IV?, Petăr IV; ... – 1197), è stato sovrano di Bulgaria dal 1185 al 1197.
Assieme al fratello Ivan Asen, riuscì a ristabilire uno stato bulgaro indipendente, dopo circa 170 anni di dominio romeo.

## Nome
Prima di essere proclamato imperatore nel 1185 Pietro IV si chiamava Teodoro (Todor). Il cambio del nome indicava un tentativo di cercare una legittimazione attraverso una connessione con il precedente imperatore Pietro I, il cui nome era stato adottato anche da precedenti ribelli contro il governo bizantino nel 1040 e nel 1072. Il nome appare anche nelle forme onorifiche Slavopetăr ("Pietro il glorioso") e Kalopetăr ("Pietro il buono") in alcune fonti.

## Leader rivoluzionario
Nel 1185 Teodoro e suo fratello minore Ivan Asen si presentarono al cospetto dell'imperatore bizantino Isacco II Angelo a Kypsela per richiedere una pronoia, ma la loro richiesta venne rifiutata sprezzantemente e Ivan Asen fu schiaffeggiato durante l'alterco successivamente creatosi. I due fratelli fecero ritorno in Mesia e, approfittando del forte malcontento causato dalla pesante tassazione imposta dall'imperatore bizantino per finanziare la sua campagna contro Guglielmo II di Sicilia e per celebrare il suo matrimonio con Margherita d'Ungheria, promossero una sommossa popolare contro il governo bizantino.
I rivoltosi non riuscirono a conquistare immediatamente la capitale bulgara storica Preslav, ma stabilirono quale nuova capitale Tărnovo, presumibilmente il centro della rivolta. Nel 1186 i rivoltosi subirono una sconfitta, ma Isacco II non fu in grado di approfittare della propria vittoria e fece ritorno a Costantinopoli. Con il sostegno dei cumani, che vivevano a nord del Danubio, Pietro IV e Ivan Asen recuperarono le loro posizioni e invasero la Tracia. Quando Isacco II penetrò in Mesia nel 1187 non fu in grado né di prendere Tărnovo né Loveč, e firmò un trattato che riconobbe ufficialmente la rinascita del secondo impero bulgaro.

## Imperatore di Bulgaria
Durante la terza crociata, dato che le relazioni tra Isacco II Angelo e Federico il Barbarossa si stavano deteriorando, Pietro IV ed Ivan Asen offrirono la loro assistenza militare ai crociati germanici a Niš nel 1189. Nel 1190 Isacco II avanzò nuovamente su Tărnovo e la strinse in assedio, ma fu costretto a ritirarsi pressato dai rinforzi cumani provenienti da nord. Durante la ritirata, Ivan Asen tese un'imboscata all'imperatore bizantino, disponendo del controllo dei passi dei monti Balcani, e Isacco II riuscì a malapena a mettersi in salvo, perdendo la maggior parte del suo esercito e del suo tesoro.
La vittoria sulle forze bizantine portò alla ribalta Ivan Asen e Pietro IV lo aveva già incoronato co-imperatore nel 1189. Avendo lasciato Ivan Asen I sul trono di Tărnovo e affidandogli le campagne contro i bizantini, Pietro IV si ritirò a Preslav senza abdicare dal trono. Dopo l'assassinio di Ivan Asen I nel 1196, Pietro IV marciò su Tărnovo, assediando l'omicida Ivanko, e lo costrinse a fuggire presso i bizantini. Circa un anno dopo, nel 1197 anche Pietro IV fu assassinato. Gli successe il fratello minore (con il nome di Kalojan o Ivanica/Ioanica), che aveva associato al trono presumibilmente nel 1196.